# تصحيح كيه
يقوم تصحيح كيه بتحويل قياسات الأجسام الفلكية إلى أطرها المرجعية. يستعمل هذا التصحيح في معادلات القدر (أو التدفق بشكل معادل للقدر). نظراً إلى أن الأرصاد الفلكية تقاس غالباً من خلال مرشح ضوئي وحيد، فإن المراقبين يقيسون فقط انزياح الضوء للون الأحمر في جزء واحد فقط من الطيف الكلي. على سبيل المثال، لمقارنة قياسات النجوم للانحبازات المختلفة للون الأحمر والتي تتم ملاحظتها من خلال المرشح الضوئي للون الأحمر، يجب على المرء تقدير تصحيح K لهذه القياسات من أجل إجراء المقارنات. لن يكون تصحيح K مطلوباً إذا أمكن قياس الضوء المنبعث من الخط الطيفيفي حال تمكّن الفرد من قياس جميع أطوال موجات الضوء من جسم ما (تدفق بولميتري).
أحد الادّعاءات حول أول من استعمل مصطلح «تصحيح K» هو إدوين هابل، والذي من المفترض أنه اختار بشكل عشوائي هذا المصطلح لتمثيل عامل الاختزال في القدر بسبب هذا التأثير. ومع ذلك لاحظ الباحثون (كيني وآخرون) في الهامش السابع من الصفحة 48 من مقالتهم، أصلاً قديماً لتصحيح K، حيث استعمله كارل فيلهلم ويرتز (1918)، عندما أشار إلى هذا التصحيح بكلمة (Konstante) والتي تعني باللغة الألمانية كلمة «ثابت»؛ وبالتالي كان المقصد «تصحيح K».
يمكن تحديد معادلة تصحيح K كما يلي:
{\displaystyle M=m-5(\log _{10}{D_{L}}-1)-K_{Corr}\!\,}
تعديل العلاقة القياسية بين القدر المطلق والقدر الواقعي المطلوب لتصحيح أثر الانزياح نحو الأحمر. DL في المعادلة يعني مسافة اللمعان المقاس بالفرسخ الفلكي.
تعتمد الطبيعة الدقيقة للحساب الذي يجب أن يجرى من أجل تطبيق تصحيح K على نوع المرشح المستخدم لإجراء القياسات وشكل الطيف إتاحة القياسات الضوئية متعددة الألوان وبالتالي تحديد توزيع الطاقة الطيفية (SED)، فيمكن عندها حساب تصحيح K من خلال توفيق المنحنيات مقابل توزيع الطاقة الطيفية النظري أو التجريبي.
لقد ثبت أن تصحيح K في العديد من المرشحات ذات النطاق العريض المستخدمة بشكل متكرر للمجرات ذات الانزياح نحو الأحمر المنخفض قد يتم تقريبها بدقة باستخدام كثيرات الحدود ثنائية الأبعاد كدالات انزياح للون الأحمر أو لون واحد ملاحظ. يتم تطبيق هذا النهج في خدمات حساب معاملات تصحيح K الحاسوبية على الإنترنت.